# Sergio Cardell
Sergio Cardell Rey (6 de junio de 1955-11 de julio de 1992) fue un deportista español que compitió en judo.

## Biografía
Se formó en Alicante. A los 9 años fue alumno de José Alberto Valverde, introductor del judo en la provincia.
Ganó su primer Campeonato de España en 1980 en el peso –65 kg, obtuvo otros dos triunfos más en 1981 (–65 kg) y 1986 (–71 kg). En 1985 consiguió la medalla de bronce (–65 kg). Obtuvo una medalla de bronce en el Campeonato Europeo de Judo de 1981 en la categoría de –65 kg.
Participó en la creación de un club de judo en el antiguo edificio de Maristas de Alicante. En 1988 empezó a entrenar a Miriam Blasco con un método considerado innovador que una década después en los Juegos Olímpicos de Barcelona 92 la convirtió en la primera deportista española que ganó una medalla en unos Juegos Olímpicos. No pudo disfrutar la victoria de su alumna ya que murió 20 días antes en un accidente de moto en la zona de la sierra de La Carrasqueta.
En Alicante una glorieta lleva su nombre.

## Palmarés internacional
| Campeonato Europeo | Campeonato Europeo | Campeonato Europeo | Campeonato Europeo |
| Año                | Lugar              | Medalla            | Categoría          |
| ------------------ | ------------------ | ------------------ | ------------------ |
| 1981               | Debrecen (Hungría) | Medalla de bronce  | –65 kg             |